# Leucania albostriata
Leucania albostriata är en fjärilsart som beskrevs av Márton Hreblay. Leucania albostriata ingår i släktet Leucania och familjen nattflyn. Inga underarter finns listade i Catalogue of Life.